# Diest
Diest est une ville néerlandophone de Belgique située en Région flamande dans la province du Brabant flamand.

## Sections de commune
| # | Nom        | Superf. (km²). | Habitants (2020). | Habitants par km² | Code INS |
| - | ---------- | -------------- | ----------------- | ----------------- | -------- |
| 1 | Diest      | 3,28           | 8.840             | 2.697             | 24020A   |
| 2 | Deurne     | 6,51           | 2.175             | 334               | 24020F   |
| 3 | Kaggevinne | 4,22           | 2.377             | 563               | 24020C   |
| 4 | Molenstede | 12,05          | 3.382             | 281               | 24020D   |
| 5 | Schaffen   | 22,21          | 4.970             | 224               | 24020E   |
| 6 | Webbekom   | 10,44          | 2.485             | 238               | 24020B   |

## Histoire
Diest était un comté de l'Empire carolingien. La ville doit son essor à sa situation privilégiée: Diest était située le long de la route commerciale Bruges-Cologne et sur la rivière Démer.
Diest pourrait être le lieu de la forteresse Dispargum de Chlodion le Chevelu.
Dans une boucle formée par le Démer, Diest est une petite ville entourée d'une forte ceinture de remparts, en partie conservée.
En 1229, Diest a reçu les privilèges urbains du duc Henri Ier de Brabant.
Aux XIVe et XVe siècles, les habitants vivaient dans une grande prospérité en raison d'un marché agricole animé, des marchés de céréales et de bétail, mais principalement à cause de l'industrie du drap et du commerce. Le tissu de Diest était en vente sur presque tous les principaux marchés d'Europe occidentale.
Diest appartenait à Marie de Looz-Heinsberg, qui descendait des comtes de Looz. Après son mariage en 1440 avec Jean IV de Nassau-Dillenbourg, Diest est intégrée au comté de Nassau-Dillenburg. En 1499, Diest entre par transaction commerciale dans la possession d'Engelbert II de Nassau, comte de Nassau.
Au même titre que Bréda aux Pays-Bas, Dillenburg en Allemagne, Orange en France, Diest fut le fief de la maison d'Orange dont le représentant le plus célèbre fut Guillaume Ier d'Orange-Nassau. Plus connu sous le nom de Guillaume le Taciturne (1533-1584), il prit la tête de la révolte des Provinces-Unies contre l'Espagne. Héritier de son cousin, René de Chalon, prince d'Orange né à Diest, il fut le fondateur de la dynastie d'Orange-Nassau à laquelle appartient encore la reine Beatrix, aux Pays-Bas. Le fils ainé du Taciturne, Philippe-Guillaume, est enterré dans l'église Saint-Sulpice.
Diest, par exemple, resta en possession de la maison d'Oranje-Nassau jusqu'en 1795, date à laquelle les Pays-Bas méridionaux furent annexés à la France. Aujourd'hui, le roi Willem-Alexander des Pays-Bas détient toujours le noble titre de baron van Diest (voir Titres de la famille royale néerlandaise).
Du fait de sa situation à proximité du Demer, à la frontière du duché de Brabant et de la Principauté de Liège et de ses liaisons directes avec la famille d'Orange-Nassau, la ville a souvent été assiégée, pillée et détruite. En 1572, Guillaume d'Orange prit Diest lors de sa deuxième invasion, mais la même année, Don Frederik reprit le contrôle de la ville. En 1635, la République des Pays-Bas unis et la France occupèrent la ville, avec l'intention de diviser les Pays-Bas méridionaux entre eux, mais cela échoua. Entre 1701 et 1705, Diest est confronté à l'occupation française, néerlandaise et espagnole.
La ville est récupérée par les Autrichiens (1713-1790). Il y eut à nouveau beaucoup de commerce et de brassage de bière. Mais ici aussi, la monarchie des Habsbourg n'était pas populaire et beaucoup des habitants ont considéré les Français comme des libérateurs en 1792. Cependant ces derniers allèrent beaucoup plus loin que les Autrichiens avec la répression du catholicisme, l'introduction de la conscription et l'abolition de l'Ancien Régime. En conséquence, la guerre des Paysans éclata en 1798.
L'armée paysanne a occupé la ville pendant quatre jours, qui était encerclée par les troupes françaises. La plupart de l'armée paysanne a pu s'échapper grâce à un pont improvisé jeté sur le Demer et la ville alors non défendue, a été à nouveau pillée, cette fois par les Sans-culottes.
La période néerlandaise a suivi entre 1815 et 1830. Entre 1837 et 1853, Diest se voit doter de nouveaux murs et fortifications. Ces fortifications étaient déjà obsolètes au début de la Première Guerre mondiale.
Ce n'est qu'en 1929 que la ville prit le contrôle des anciennes fortifications. Une grande partie de la partie restante a été démolie pendant la Seconde Guerre mondiale. Les deux guerres mondiales n'ont causé aucun autre dommage majeur.
Pendant la Seconde Guerre mondiale, la Citadelle de Diest (nl) abritait une école de formation du NSKK, le Nationalsozialistische Kraftfahrkorps (organisation de transport paramilitaire du parti nazi allemand). Des volontaires flamands, mais aussi néerlandais, ont été formés pour devenir chauffeurs ou copilotes.
De 1953 à 2011, le Premier Bataillon de Parachutistes était basé dans la citadelle.
Le 1er janvier 1971, la municipalité de Webbekom a été dissoute et fusionnée à Diest. Le 1er janvier 1977, Diest a fusionné avec Deurne, Kaggevinne, Molenstede et Schaffen.

## Héraldique
|  | La commune possède des armoiries qui lui ont été octroyées le 21 janvier 1824 et confirmées le 26 février 1846 et à nouveau le 11 mars 1986. Elles proviennent des plus anciens seigneurs de Diest, connus depuis le XIIIe siècle. Les armoiries d'origine étaient deux barres noires dans un champ doré, mais au XVIe siècle, la couleur du bouclier a été changée en argent. Le plus ancien sceau de Diest est connu depuis 1249 et montre une tour flanquée de deux tours plus petites. Le sceau suivant, datant probablement du début du XIVe siècle, présente la même composition, mais avec l’ajout d’un petit bouclier avec les armes des seigneurs de Diest. Le plus petit contre-seing montre seulement le bouclier avec les barres. Depuis lors, la ville utilise les deux barres comme armoiries. Blasonnement : D'argent à deux fasces de sable. L'écu timbré d'une couronne à cinq fleurons d'or et soutenu par deux griffons du même. Le tout placé sur une terrasse de sinople. - Délibération communale : 11 mars 1986 - Arrêté de l'exécutif de la communauté : 8 juillet 1986 Source du blasonnement : Heraldy of the World. |

## Démographie

### Démographie: Avant la fusion des communes
- Source: DGS recensements population

### Démographie: Commune fusionnée
Graphe de l'évolution de la population de la commune (la commune de Diest étant née de la fusion des anciennes communes de Diest, de Deurne, de Schaffen, de Webbekom, de Kaggevinne et de Molenstede, les données ci-après intègrent les six communes dans les données avant 1977).
Les chiffres des années 1831 à 1970 tiennent compte des chiffres des anciennes communes fusionnées.
- Source: DGS , de 1831 à 1981=recensements population; à partir de 1990 = nombre d'habitants chaque 1 janvier[4]

## Personnalités
- Saint Jean Berchmans, jeune jésuite est né à Diest et décédé à Rome en 1621. Son tombeau se trouve dans l'église Saint-Ignace de Rome. Il a été canonisé en 1888.
- Luís Cruls, astronome belgo-brésilien est né à Diest.
- René de Chalon est né à Diest[réf. souhaitée].
- Jan van den Dale, peintre doreur et poète moyen-néerlandais, serait né à Diest.
- Bruno Versavel, footballeur né en 1967 à Diest.
- Philippe-Guillaume d'Orange est enterré dans l'église Saint-Sulpice à Diest.
- Don Juan Gomez de la Torre y Butron Muxica, lieutenant colonel au service de S.M. Catholique, Maître de Camp de Cavalerie, Gouverneur de Diest.
- André de Ryckman de Winghe, homme politique né en 1795 à Diest.
- Liliane Saint-Pierre, chanteuse, est née à Diest.
- The Scabs, groupe de rock des années 1980 et 1990, originaire de Diest.
- Nico Sijmens coureur cycliste belge actuellement chez Cofidis.
- Timmy Simons, footballeur né en 1976 à Diest.
- Dylan Teuns, coureur cycliste né en 1992.
- Jos Verbeeck, driver en sport hippique.
- Marieke Vervoort championne paralympique[5].

## Patrimoine

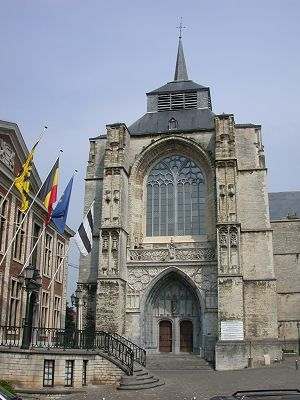
L’église Saint-Sulpice

- L'église Saint-Sulpice-et-Saint-Dionysius, sur la Grand-Place ;
- l'église des Croisiers de Diest ;
- l'église Sainte-Catherine de Diest ;
- l'église Notre-Dame de Diest ;
- l'église Saint-Jean de Diest ;
- La halle aux draps ;
- Le béguinage de Diest, l'un des plus importants de Belgique, est particulièrement bien conservé. Les bâtiments, dont 90 maisons à persiennes de bois, datent des XVIIe et XVIIIe siècles. L'infirmerie et le couvent ont été transformés en centre culturel et quelques demeures hébergent des ateliers d'artistes et des logements sociaux ;
- L'abbaye du Val-Saint-Bernard ;
- Le fort Leopold (nl) (domaine militaire interdit au public) et les fortifications de Diest, bâties au XIXe siècle, qui comportent quelques vestiges de l'enceinte médiévale[6].

## Géologie
Diest a donné son nom à un étage géologique du Pliocène au cours de l'ère du Cénozoïque, l'étage du Diestien. C'est l'étage auquel est attribué le grès ferrugineux des Monts de Flandres. L'usage de ce nom est cependant tombé en obsolescence et serait devenu synonyme du Zancléen, selon le Centre de Minéralogie et de Paléontologie de Belgique (CMPB).